# Стыд

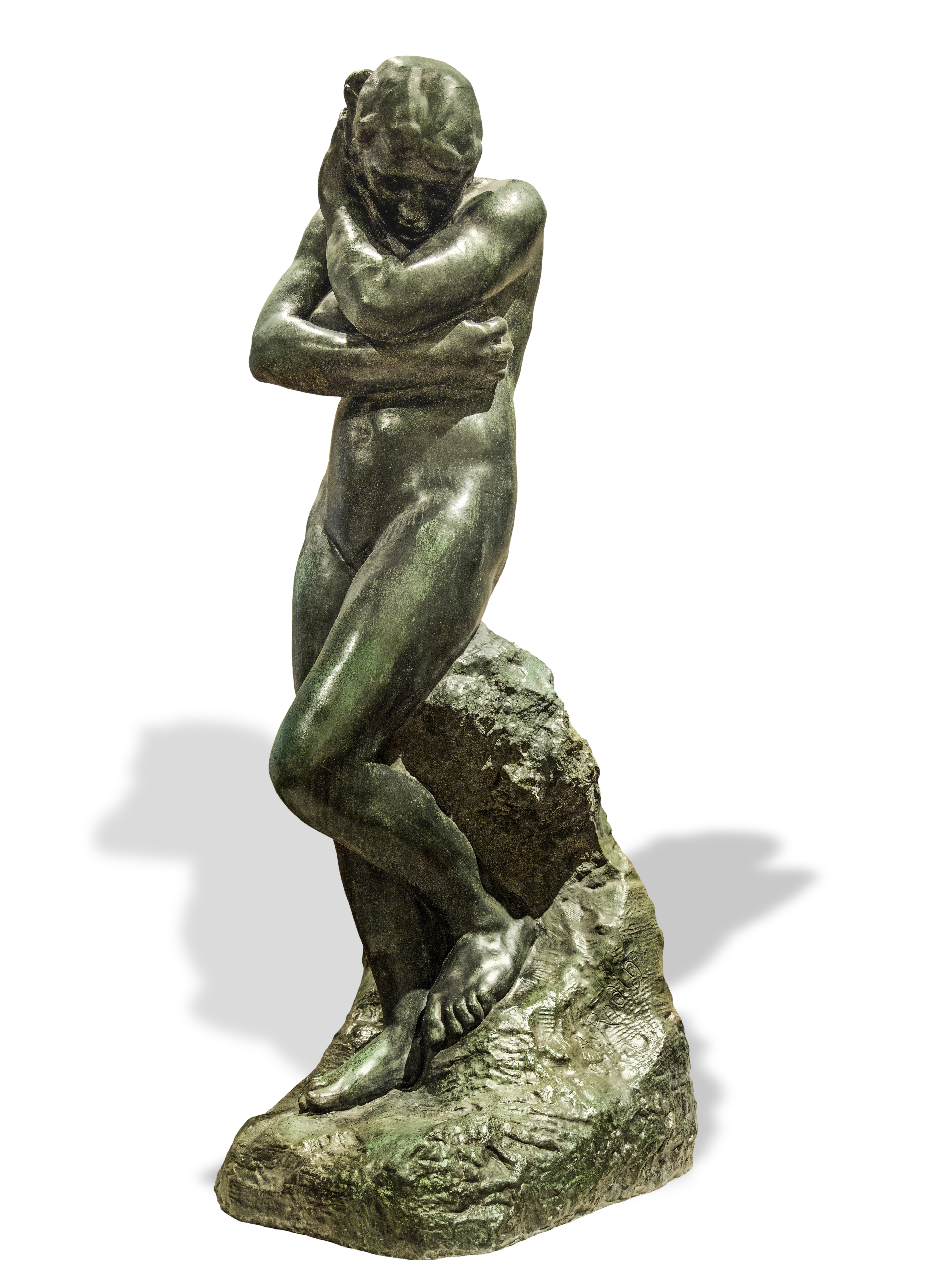
Ева, испытывающая стыд (статуя Родена Ева после грехопадения)

Стыд — негативная эмоция; чувство и осознание человеком, что поступок, мотив или качество может не соответствовать нормам, принятым в данной среде, либо предполагаемым ожиданиям.
Стыд связан с ощущением социальной неприемлемости того, за что стыдно. Для возникновения чувства стыда нужны реальные или предполагаемые свидетели того, за что стыдно — те, перед кем стыдно. В отсутствие свидетелей чувство стыда не возникает, но может возникать чувство вины. Стыд — дискретная базовая эмоция, описываемая как моральная или социальная эмоция, которая заставляет людей скрывать или отрицать свои проступки. Стыд можно также описать как неприятную эмоцию самосознания, связанную с негативной оценкой себя.

## Определения
Согласно Платону, стыд есть «страх дурной молвы», подобное определение стыда встречается и у Аристотеля.
Спиноза в III части своей «Этики» (определение 31) говорит:
Стыд есть неудовольствие, сопровождаемое идеей какого-либо нашего действия, которое другие, как нам представляется, порицают. Объяснение ... должно обратить внимание на различие, существующее между стыдом и стыдливостью. Стыд есть неудовольствие, следующее за поступком, которого нам стыдно; стыдливость же есть страх или боязнь стыда, препятствующая человеку допустить что-либо постыдное. Стыдливости обыкновенно противополагается бесстыдство, которое на самом деле не составляет аффекта; но названия более показывают их словоупотребление, чем природу.
Согласно Оксфордскому словарю английского языка, стыд — это «болезненная эмоция, возникающая как следствие осознания чего-то бесчестного, нелепого или неприличного в собственном поведении или обстоятельствах жизни (или того же в поведении или жизни других, чьи честь или позор человек рассматривает как свои собственные) или же в результате попадания в ситуацию, оскорбляющую собственную скромность или приличие индивида».

## С точки зрения биологии и психологии
К. Э. Изард, приведя ряд характеристик чувства стыда, данных разными исследователями, обобщает их в таком описании:
Стыд сопровождается острым и болезненным переживанием осознания собственного «Я» и отдельных черт собственного «Я». Человек кажется себе маленьким, беспомощным, скованным, эмоционально расстроенным, глупым, никуда не годным и т. д. Стыд сопровождается временной неспособностью мыслить логично и эффективно, а нередко и ощущением неудачи, поражения. Пристыженный человек не в состоянии выразить словами свои переживания. Позже он обязательно найдёт нужные слова и будет вновь и вновь представлять себе, что он мог бы сказать в тот момент, когда стыд лишил его дара речи. Как правило, переживание стыда сопровождается острым чувством неудачи, провала, полного фиаско. Это чувство вызывает уже сама неспособность мыслить и самовыражаться в свойственном нам стиле. Стыд порождает особого рода отчуждённость. Человек очень одинок, когда сгорает в пламени стыда, не в силах спрятаться от пронзительного взора собственной совести. Он действительно отчуждён от окружающего, хотя бы в том смысле, что не в состоянии так же, как прежде, запросто обратиться к другому человеку, перекинуться с ним ничего не значащими фразами.
Интерес в исследовании стыда представляет эволюционная биология, получившая значительный толчок в исследованиях Ч. Дарвина, который стал рассматривать вопрос о том, как выражается стыд в организме человека. Далее Дарвин ясно поставил вопросы:
- о происхождении чувства стыда;
- о его постепенном развитии[11].

Интерес представляет не столько само решение вопроса, сколько его постановка. Следует ли чувство стыда считать прирождённым или же оно образовалось путём воспитания и унаследованных приобретённых привычек?
Ещё, может быть, важнее исследования в области истории развития стыда у человека, нормального и ненормального, в различные возрасты и в зависимости от пола. В психологической литературе можно найти дельные замечания по этому предмету, но наиболее богатый материал по этому вопросу доставляет психиатрия, трактующая о нравственном помешательстве; в особенности важна та область психиатрической литературы, которая касается эротомании и извращений полового чувства, ввиду близкой связи, в которой находится чувство стыда с половой сферой.
Обычно к пяти годам у ребёнка вырабатывается чувство стыда, причём оно тесно связано с ощущением собственного тела. Гордон Олпорт считал, что ощущение собственного тела начинает формироваться с младенчества и на протяжении всей жизни остаётся опорой самосознания. Отсутствие чувства интимного стыда является фактором, препятствующим развитию в индивиде личности, а часто — и симптомом психического расстройства, заболевания.
Если история индивидуального развития стыда в человеке может служить любопытной темой исследования, то в ещё большей степени интересны те изменения, которым подвергались представления о стыде в различные времена у различных народов. В общем, по-видимому, можно считать доказанным факт постепенного совершенствования идеи стыда и постепенного углубления самой стыдливости. Факты поразительного бесстыдства диких народов и народов, стоящих на низкой ступени развития, передаются как антропологами, так и многими путешественниками, хотя и здесь встречаются исключения, подобно тому, как и у народов, стоящих на высокой степени развития, бывают эпохи глубокого нравственного упадка.
По отношению к чувству стыдливости историкам литературы следовало бы сделать то же, что Лапрад и Бизе сделали по отношению к чувству природы: материал чрезвычайно богатый, и нет недостатка в подготовительных работах в так называемой народной психологии, Völkerpsychologie. Как поразительны, например, рассуждения Аристотеля о стыде в его «Этике» (к Никомаху), и как они отличны от воззрений христианства, несомненно способствовавшего углублению понятия стыда.
Широко известны психоаналитически работы, авторами которых явились З. Фрейд, А. Адлер, К. Хорни, Э. Фромм и другие. В рамках психоанализа стыд рассматривается как результат действия «… высшей инстанции в структуре душевной жизни… выполняет функцию внутреннего цензора», действующего бессознательно и регулирующего поведение индивида в целом, и представляющего собой моральные нормы и установки, формирующиеся в раннем детстве и сопровождающие человека в течение всей жизни.
Некоторые исследователи психоанализа, основываясь на фазах развития, выделяют «четыре типа стыда: 1. Доэдипальный, довербальный (также внутриутробный, пренатальный через материнское мечтание — за недостойность любви); 2. Оральный стыд (за потребности); 3. Анальный стыд (зависимости) и 4. Эдипальный (половой, влеченческий) стыд».
По мнению датского психолога Илсе Санд, чувства неловкости и стыда часто возникают в ситуациях, когда необходимо демонстрировать эмоции, которые не поощрялись в детстве индивида.

## С точки зрения социологии
Большое значение имеет чувство стыда и в исследованиях социологического характера. С точки зрения общественной привлекают внимание главным образом два явления — брак с его различными формами (моногамии, полигамии, полиандрии и др.) и результатами и преступление. Подобно тому, как в области психической уклонения от нормы доставляют наиболее богатый материал исследования, так и в области общественной исследование преступлений и преступников, в которых притуплено чувство стыда, может быть для социолога интересно не только в теоретическом отношении. За школой Ломброзо нужно в этой области признать несомненную заслугу, несмотря на её скороспелые теории и увлечения. К этой же области социологических исследований следует отнести и те указания по отношению к чувству стыда, которые могут дать педагоги, имея в виду, с одной стороны, влияние школы (в большинстве случаев дурное), с другой — практическое указание средств к сохранению и развитию стыдливости во время школьного возраста. Наконец, серьёзного внимания заслуживает отношение государства к проституции и к домам терпимости как учреждению, в котором христианское государство официально признаёт искоренённым чувство стыда у одних людей ради поддержания бесстыдства в других. Затруднительность положения современного государства по отношению к проявлениям бесстыдства заметна и в других вопросах (припомним, например, бурю, поднятую в Германии по поводу закона Гейнце).
По мнению ряда антропологов, изучающих стыд и его проявления, стыд имеет большее значение в коллективистских культурах (Япония, Китай, Бразилия, Греция, Ирак, Иран, Ливия, Сирия, Египет, Турция, Россия, Куба, Северная и Южная Корея). Тогда как в культурах Запада, базирующихся на индивидуализме, произошло замещение стыда виной. Значимость стыда в коллективистских культурах, среди прочего, является следствием того, что в этих культурах социальные нормы разделяются практически всеми и следовать им обязательно.

## С точки зрения этики
Чувство стыда может быть предметом исследования и в области этики; в этом отношении Владимир Соловьёв впервые указал на то, что чувство стыда не есть только отличительный признак, выделяющий человека из прочего животного мира, но что здесь сам человек выделяет себя из всей материальной природы. Стыдясь своих природных влечений и функций собственного организма, человек тем самым показывает, что он — не только природное существо, а нечто высшее. Чувством стыда определяется этическое отношение к материальной природе. Человек стыдится её в себе или, точнее, стыдится своего подчинения ей и тем самым признаёт относительно её свою внутреннюю самостоятельность и высшее достоинство, в силу чего он должен обладать, а не быть обладаемым ею[нейтральность?].

## С точки зрения эстетики
Наконец, чувство стыда может быть предметом исследования с эстетической точки зрения. Литература по отношению к рассматриваемому вопросу может служить показателем не только историческим, но и эстетическим, то есть можно исследовать вопрос о том, как и в каких типических фигурах воплотили великие мастера слова чувство стыда. И не только литература, но и другие искусства (например, живопись и скульптура) могут быть введены в круг исследования.